# Fredrik Jonson
Fredrik Wilhelm Jonson, född 7 april 1876 i Frösö församling,  död 25 oktober 1951 i Engelbrekts församling i Stockholm, var en svensk väg- och vattenbyggnadsingenjör.
Jonson avlade 1898 avgångsexamen vid Kungliga Tekniska högskolan (KTH). Han blev 1904 löjtnant vid Väg- och vattenbyggnadskåren, kapten 1913 och major 1923, men tog avsked ur kåren samma år.
Jonson invaldes 1922 som ledamot av Ingenjörsvetenskapsakademien och blev teknologie hedersdoktor vid KTH 1944. Han tilldelades Ingenjörsvetenskapsakademiens Mindre guldmedalj 1921. Fredrik Jonsson var från 1907 till sin död gift med Ester Forsell (1882–1978). Makarna är begravda på Strandkyrkogården, Vänersborg.